# Демографический дивиденд
Демографи́ческий дивиде́нд — потенциал экономического роста, когда доля трудоспособного населения в стране превышает долю иждивенцев (детей и стариков) и возникает, как правило, вследствие снижения рождаемости, сопровождается эффективными действиями государственных органов и частных организаций, осуществляющих инвестиции в здравоохранение, расширение прав и возможностей женщин, образование и занятость трудоспособного населения на протяжении нескольких десятилетий.
Демографические возможности, позволяющие получить рост экономики, напрямую связаны с масштабными потенциальными последствиями — последующим старением населения. Чем быстрее растёт число пожилых людей, тем быстрее наступает неизбежное сокращение «демографического дивиденда». Переходное состояние общества от момента, когда возникает демографическое окно до того, как наступает старение населения, является в истории человечества беспрецедентным, так как за всю историю его развития подобного феномена не было.
Изменения демографической ситуации в мире и старение общества, как в развивающихся, так и в развитых странах, стало рассматриваться ООН как глобальная проблема и один из главных демографических вызовов. В ходе реализации совместного проекта Фонд ООН в области народонаселения (ЮНФПА) и агентство ООН по сексуальному и репродуктивному здоровью создают основы устойчивого экономического роста в развивающихся странах и условия для получение этими странами «демографического дивиденда».
Демографический дивиденд может возникнуть тогда, когда доля работающих в общей численности населения высока, поскольку всё большее количество людей имеет потенциал быть продуктивным и вносить свой вклад в рост экономики.

## Демография и экономика
В сложившейся демографической ситуации все большую актуальность приобретают исследования в области изучения факторов и последствий системного перехода общества из одной фазы в другую. В демографическом переходе в системе возрастной структуры населения и его связи с экономикой можно выделить три стадии:
1. Переходный период: высокая рождаемость и рост числа детей обуславливает высокую демографическую нагрузку.
2. «Демографический бонус (дивиденд)»: снижение рождаемости, постепенное сокращение числа детей, в то время как число взрослых продолжает рост. Общая демографическая нагрузка снижается, достигая исторического минимума. При условии неизменности таких переменных, как производительность труда, уровень безработицы, занятость и других, увеличится доля произведённого продукта на душу населения, что благоприятно отражается на экономике и страна получает «демографический дивиденд», то есть, наступает период демографического перехода от высокой рождаемости к низкому уровню, по сути — снижение рождаемости. Такие регионы, как Европа, Восточная Азия (кроме Монголии), ряд стран Юго-Восточной Азии (таких как Сингапур и Таиланд) и Латинской Америки (таких как Барбадос, Куба, Уругвай, Чили, Аргентина, Тринидад и Тобаго, Сент-Люсия, Коста-Рика, Сент-Винсент и Гренадины, Бразилия), Северная Америка, Океания прошли эту стадию, тогда как население Африки только вступило в эту фазу.
3. «Демографический налог»: длительный период снижения рождаемости приводит затем к сокращению населения рабочих возрастов, тогда как число пожилых людей продолжает взрастать. Если период сокращения рождаемости затягивается, то демографическая нагрузка увеличивается вместе с ростом продолжительности жизни, и общество расплачивается за низкую рождаемость, так как величина бонуса, как и период его получения, снижаются[2].

NBER отмечает, что эффект демографического дивиденда возможен при условии, когда население трудоспособного возраста растёт намного быстрее, чем иждивенческое население, тем самым увеличивая производительный потенциал, а социальные, экономические, и политические институты и политика страны позволяют молодому населению реализовать потенциал роста, созданный переходным периодом.

## Программа действий ООН
Быстрый рост населения усугубляет уровень бедности в развивающихся странах. Устойчивое развитие в этих странах может быть достигнуто тогда, когда существует гарантия того, что все женщины и мужчины, девочки и мальчики пользуются достоинством и правами человека, что расширяет их возможности; обеспечивает их репродуктивные права; даёт возможность найти достойную работу, чтобы вносить вклад в экономический рост. Для того, чтобы разработать соответствующую политику и выяснить размер инвестиций для повышения благосостояния населения в будущем, Фонд ООН в области народонаселения сотрудничает с правительствами стран, выясняя состав общества: число, пол, место жительства, темпы роста и возрастную структуру нынешнего и будущего населения.
Страны с наибольшими демографическими возможностями для развития — это страны, вступившие в период, когда население трудоспособного возраста имеет хорошее здоровье, качественное образование, достойную работу и меньшую долю молодых иждивенцев (по сравнению с числом работающих). Меньшее количество детей в семье, как правило, приводит к увеличению инвестиций в расчёте на одного ребёнка, большей свободе женщин при трудоустройстве и увеличению сбережений в семьях для обеспеченной старости. Если это происходит, национальная экономическая выгода может оказаться значительной, что и будет «демографическим дивидендом».
В 1994 году была принята Программа действий, которая стала руководящим документом для Фонда ООН и более 20 стран в Западной и Центральной Африке. ЮНФПА помогает реализовать Программу, которая связывает инвестиции с устойчивым развитием, создавая средства по достижению «демографического дивиденда»: проект SWEED (Demographic Dividend Project), IDA International и другие. В ходе реализации проектов ЮНФПА в партнёрстве с правительствами региона и другими региональными и международными партнёрами предпринимает ряд мер, направленных на то, чтобы молодые женщины и мужчины вносили вклад в экономический рост и устойчивое развитие в своих странах. Например, в регионе Сахель в Африке в ходе реализации проекта более 4 миллионов женщин в регионе стали использовать современные методы контрацепции, процент окончивших среднюю школу девочек увеличился с 35,1 % до 40,3 % в период с 2015 по 2018 год.
В рамках Программы ООН в области народонаселения учреждена ежегодная премия — золотая медаль, диплом и денежное вознаграждение. Премию могут вручить отдельному человеку и/или учреждению, организации за выдающийся вклад в решение вопросов народонаселения и репродуктивного здоровья. Премия была учреждена Генеральной Ассамблеей в 1981 году в резолюции 36/201 и впервые вручена в 1983 году.

## Статистика
Сегодня в мире соотношение молодёжи и людей старшего возраста неоднородно: в некоторых регионах мира (в странах Африки особенно к югу от Сахары, в части стран Азии, Латинской Америки и Карибского бассейна) преобладает молодёжь — примерно 60 % населения наименее развитых стран моложе 24 лет, тогда как в Европе и Восточной Азии увеличивается доля людей 65-ти лет и старше.

## Примеры

### Восточная Азия
Основные статьи: Тайваньское экономическое чудо, Скорость Шэньчжэня

См. также: Старение Японии, Старение Южной Кореи, Старение Китая

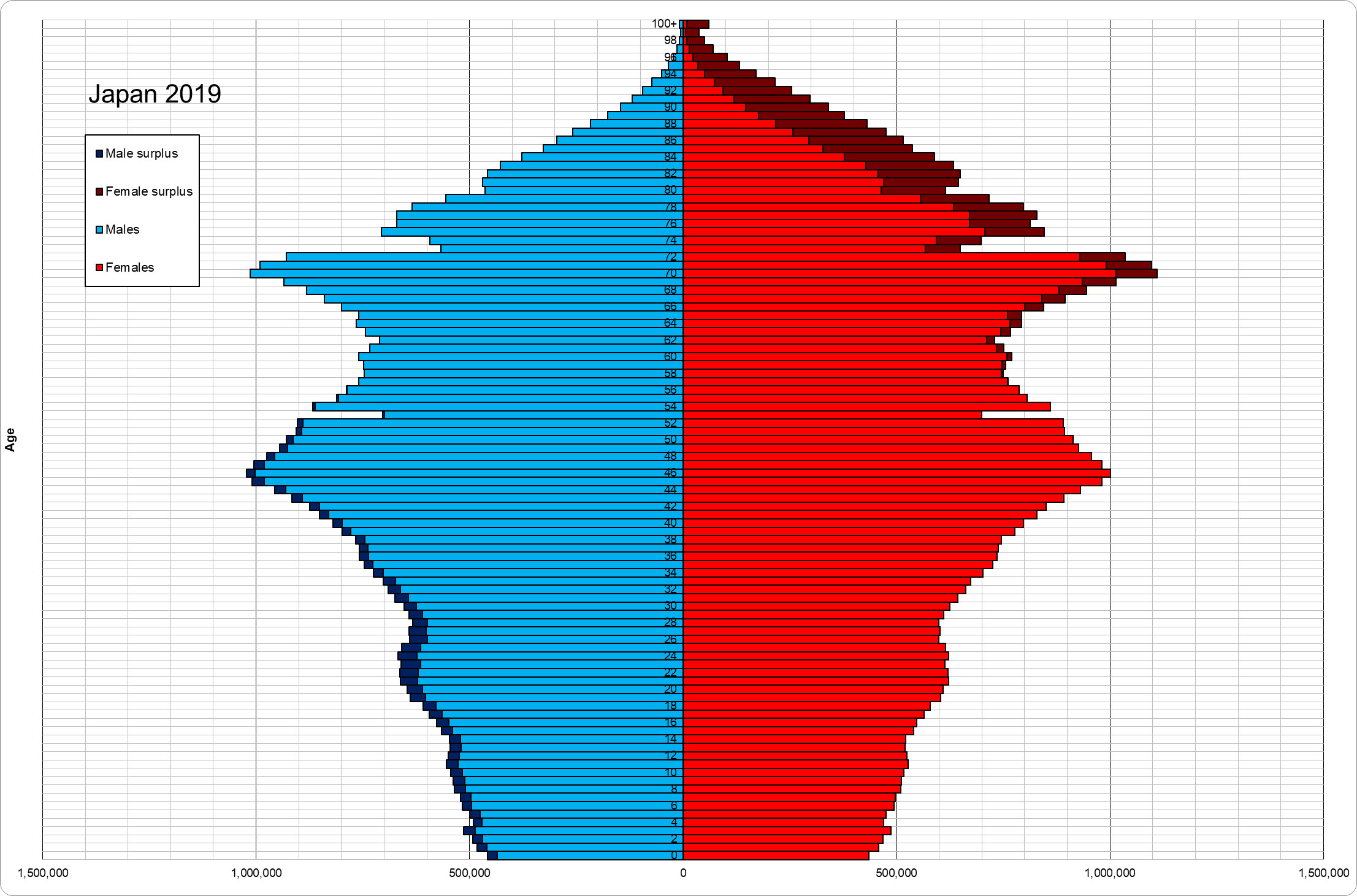
Возрастно-половая пирамида населения Японии по оценке на 2019 год. Японская нация — самая престарелая нация в мире.

Восточная Азия (Япония, Республика Корея, Китай и т. д., кроме Монголии) является одним из наиболее убедительных доказательств демографического дивиденда. Демографический переход в Восточной Азии произошёл в течение 5-15 лет в течение 1950-х и 1960-х годов, и это был самый короткий период подобного перехода. За это время страны Восточной Азии сделали ставку на молодое поколение, они расширили доступ к планированию семьи, что позволило людям создавать семьи позже и иметь меньше детей. В экономику поступало больше ресурсов, начались инвестиции в инфраструктуру, был сделан ряд производственных инвестиций, и поскольку уровень рождаемости снизился, это привело к беспрецедентному экономическому росту. Например, ЮНФПА заявил, что «в Республике Корея валовой внутренний продукт на душу населения вырос примерно на 2200 % в период с 1950 по 2008 год, а ВВП Таиланда вырос на 970 %».
Восточная Азия смогла воспользоваться знаниями, опытом и технологиями других стран, которые уже прошли этап демографического перехода. Демографический дивиденд сыграл позитивную роль в «экономическом чуде» восточноазиатских тигров и составил в росте экономики от одной четвёртой до двух пятых в 1980—1990-х годах.
В Китае взрывной экономический рост стал следствием политики «Одна семья — один ребёнок»: в 1979—2013 годах демографическая нагрузка упала более чем вдвое, а также ряды рабочей силы пополнили женщины, которые больше не были заняты рождением и воспитанием детей.

### Ирландия
Ирландия также является недавним примером получения демографического дивиденда и успешного переходного периода. Столкнувшись с высоким уровнем рождаемости, ирландское правительство в 1979 году легализовало противозачаточные средства. Эта политика привела к снижению коэффициента фертильности и уменьшению коэффициента демографической нагрузки. Этот факт объясняют как фактор, способствовавший экономическому буму 1990-х годов, получившему название «Кельтский тигр». За это время коэффициент иждивенчества также улучшился в результате увеличения числа женщин на рынке труда и перехода от миграции населения трудоспособного возраста за границу к чистому притоку.

### Африка

Карта стран мира по темпу роста населения в процентах с учётом рождаемости, смертности, иммиграции и эмиграции в 2018 году. Самый высокий темп роста населения Земли наблюдается в основном в странах Африки к югу от Сахары.

Африка, с другой стороны, была уникальной в демографическом плане, потому что коэффициенты рождаемости оставались относительно высокими даже несмотря на то, что был достигнут значительный прогресс в снижении уровня смертности. Это привело к продолжающемуся демографическому взрыву, а не к демографическому спаду, что способствовало экономической стагнации в большей части Африки к югу от Сахары. Величина демографического дивиденда, по-видимому, зависит от способности экономики поглощать и продуктивно нанимать дополнительных работников, и не является чисто демографическим подарком. По оценке Фонда ООН в области народонаселения сообщается, если страны Африки к югу от Сахары смогут повторить опыт Восточной Азии, регион может получить демографический дивиденд в размере до 500 миллиардов долларов в год в течение 30 лет. Для таких стран, как Уганда в Восточной Африке, которая в настоящее время (2019 г.) является одной из наименее развитых стран мира, может потребоваться довольно длительный период времени, если не будут предприниматься последовательные усилия по достижению демографического дивиденда.

### Индия
Основная статья: Экономическая либерализация в Индии
В ближайшем будущем Индия станет крупнейшим индивидуальным участником глобального демографического перехода. В рабочем документе МВФ за 2011 год говорится, что значительная часть роста, наблюдавшегося в Индии с 1980-х годов, связана с возрастной структурой страны и меняющейся демографической ситуацией. К 2026 году медианный возраст населения Индии составит 29 лет, что будет наименьшим среди среднемировых показателей. Бюро переписи населения США прогнозирует, что к 2025 году Индия превзойдёт Китай и станет самой большой страной мира по числу людей трудоспособного возраста. В течение следующих двух десятилетий сохраняющийся демографический дивиденд в Индии может добавить около двух процентов в год к росту ВВП Индии на душу населения. Необходимы крайние меры, чтобы обеспечить в будущем базовый минимальный уровень жизни, включая продукты питания, воду и электроэнергию. Согласно статистическому бюро по народонаселению, население Индии к 2050 году прогнозируется на уровне 1,692 миллиарда человек.

### Западная Азия
Основная статья: Турецкий экономический бум 2000-х годов
Основная статья: Тигр Персидского залива
В Западной Азии и Северной Африке недавно произошёл рост числа молодёжи. Молодые люди в возрасте от 15 до 29 лет составляют около 30 % от общей численности населения. Считается, что благодаря образованию и занятости, нынешняя молодёжь в Западной Азии может стимулировать экономический рост и развитие подобно тому, как молодые жители Восточной Азии смогли сделать это для «азиатских тигров».

### Россия и посткоммунистические страны Европы

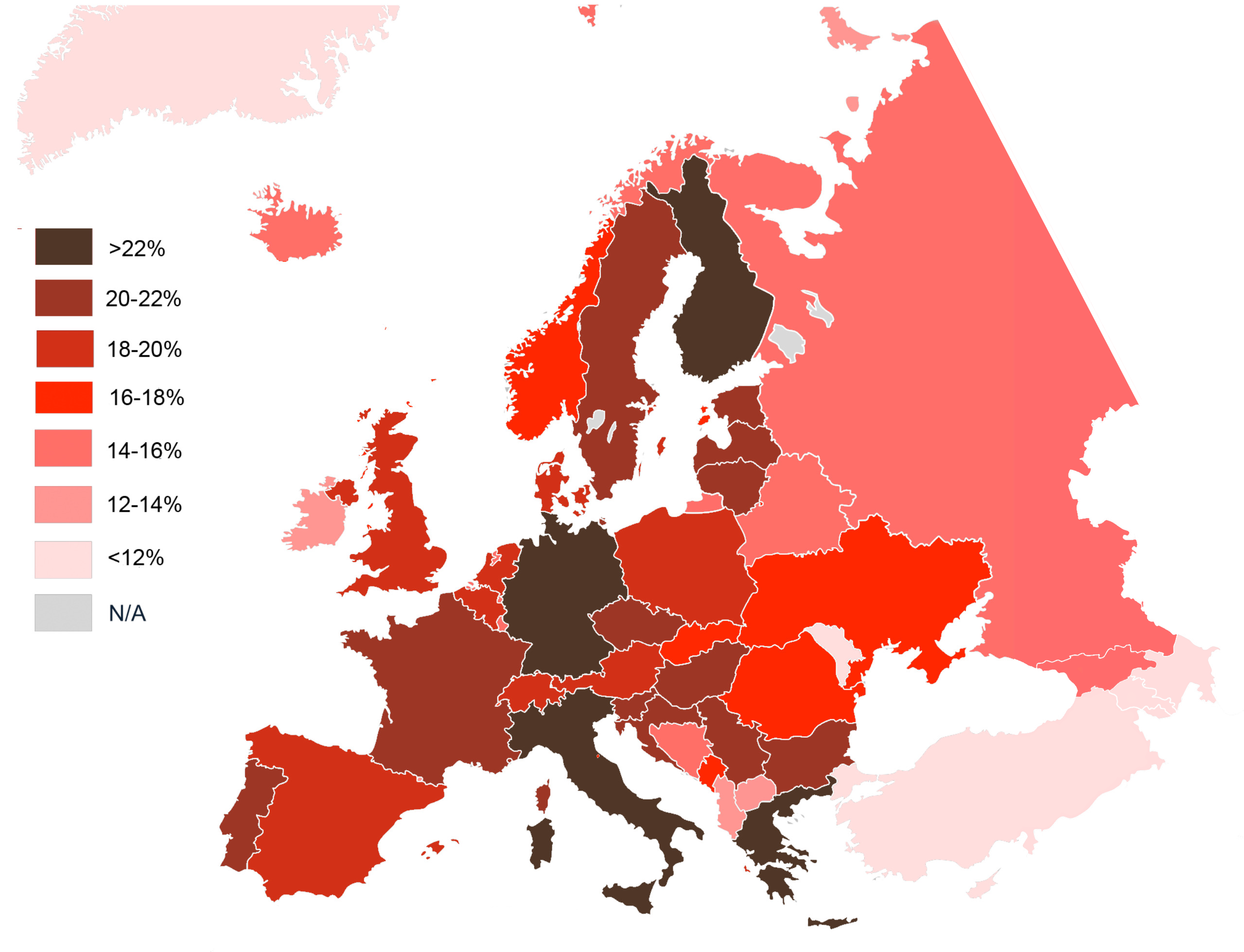
Процент населения старше 65 лет в странах Европы в 2020 году

Возрастно-половая пирамида населения России по оценке на 1 января 2023 года

По мнению исследователей основная проблема России и других посткоммунистических стран Европы (Албании, Венгрии, Грузии, Молдовы, Словакии, Хорватии, Украины, Беларуси и т. д.) состоит в том, что они не смогли воспользоваться демографическим дивидендом послевоенного мирового роста рождаемости, называемого беби-бум, чтобы развить в должной мере экономики своих стран до уровня развитых экономик (с высокой добавочной стоимостью, высоким уровнем жизни населения и т.д), из-за неэффективности плановой экономики коммунистического периода и осуществили переход к капитализму только в 1990-е годы, когда у них уже иссяк демографический дивиденд. То есть страны не успели разбогатеть, как уже постарели.
Посткоммунистические страны Европы, являясь частью тех же самых глобальных демографических тенденций, что происходят в мире, не смогли подойти к проблемам старения населения, низкой рождаемости и как следствие — уменьшения своего населения с более выгодной позиции богатых развитых стран, которым также приходится решать эту практически не решаемую проблему.
После четырнадцати лет убыли население России показывает стабильный прирост. Он осуществляется с середины 1990-х годов благодаря миграции из постсоветских республик, что позволило компенсировать 63 % естественной убыли населения за период с 1992 по 2012 год. В начале 1990-х годов Россия получила часть демографического дивиденда, связанного с тем, что вхождение в трудоспособные возраста родившихся в 70-80-е годы превышало выходящих на пенсию «детей военного времени», родившихся в период Великой Отечественной войны и сразу после неё. В 2011 году был достигнут исторический максимум доли и численности трудоспособного населения в возрастной группе 15-64 лет (по данным Всероссийской переписи населения 2010 года эта цифра составила 72 %), затем наступил спад, связанный со старением большей части населения (на пенсию стали выходить родившиеся в конце 40-х—начале 50-х годов) и «демографическим провалом» 1990-х, когда была низкая рождаемость (в те годы рождаемость составляла 1,2-1,3 миллиона детей в год) — если в 1987 году родилось 1 045 348 первенцев, 995 561 вторых детей, 310 449 третьих, 81 894 четвёртых и 66 197 пятых и последующих, то через 10 лет эти цифры составили 737 263, 370 138, 98 540, 30 121 и 23 164. В России, как во всём мире, наблюдается рост возраста матерей, рождающих детей, повышается материальное благосостояние и увеличивается продолжительность жизни, России ещё длительное время потребуется иностранная рабочая сила для того, чтобы выходцы из стран СНГ послужили своеобразной демографической «подушкой безопасности», а также заполнили пробелы на рынке труда. 
Важно найти инструменты для того, чтобы вовремя реагировать на демографические вызовы, что означает преодоление возможных проблем и конфликтов с одной стороны, и реализацию открывающихся возможностей для развития, с другой. Поиску решения одной из главных задач социально-экономической политики и оценке последствий демографических изменений в России в последние годы уделяется большое внимание. Для обоснования и реализации возможностей демографического дивиденда нужны корректные измерения последствий, которые вносят изменения в возрастном составе населения. Поиск и построение адекватных индикаторов, способных верно отразить последствия старения населения в России — крайне важная задача, которая должна быть решена в ближайшее время. В число индикаторов экономико-демографических исследований могут войти такие показатели, как экономическая поддержка молодой части населения, сокращение численности населения рабочих возрастах, вероятное усиление миграционных потоков, ускоренное увеличение доли лиц старших возрастов и т. д.
По результатам исследования Экономического факультета МГУ были получены результаты, согласно которым первый демографический дивиденд обеспечил около 13 % роста реального ВВП России в 1997—2015 годах, по данным Всемирного банка 30 % роста ВВП в 1997—2011 годах был обеспечен демографическим дивидендом.

### Северная Америка
Основная статья: Массачусетское экономическое чудо

См. также: Старение США

### Латинская Америка
Основная статья: Чилийское экономическое чудо
Латинская Америка находится в глобальном демографическом процессе старения населения Земли (кроме Африки к югу от Сахары) и вызванного им уже в ряде стран, как развитых так и развивающихся, демографического кризиса. Согласно данным прогноза ООН 2019 года, рост населения Земли почти остановится к концу XXI века, в значительной степени из-за падения мировых показателей рождаемости и старения населения. Ожидается, что регион Латинской Америки и Карибского бассейна превзойдёт Европу по численности населения к 2037 году, а в 2058 году достигнет пика в 768 миллионов и начнёт сокращаться. В Латинской Америке и Карибском бассейне ожидается сокращение половины населения региона из 50 стран. Между 1950 и 2020 годами только шесть стран в мире потеряли население, из-за гораздо в целом более высоких показателей рождаемости и относительно более молодого населения стран мира. В 1950 году в регионе Латинской Америки и Карибского бассейна было одно из самых молодых населений мира; к 2100 году ожидается, что в регионе Латинской Америки и Карибского бассейна будет самое старое население из всех регионов мира, что резко контрастирует с XX веком. В 1950 году средний возраст региона составлял всего 20 лет. По прогнозам, к 2100 году эта цифра увеличится более чем в два раза — до 49 лет. Данная закономерность очевидна при взгляде на отдельные страны региона. Например, в 2020 году ожидается, что средний возраст будет в Бразилии (33 года), Аргентине (32 года) и Мексике (29 лет), что будет ниже, чем средний возраст в США (38 лет). Однако к 2100 году население всех этих трёх латиноамериканских стран, согласно прогнозам, будут старше населения США (так как население США будет расти в XXI веке только в основном за счёт иммиграции). Средний возраст составит 51 год в Бразилии, 49 лет в Мексике и 47 лет в Аргентине, по сравнению со средним возрастом 45 лет в США. Ожидается, что в Колумбии будет самый сильный рост среднего возраста населения, он вырастет более чем втрое между 1965 и 2100 годом — с 16 до 52 лет.

### Послевоенная капиталистическая Европа
Основная статья: Бельгийское экономическое чудо

Основная статья: Ревущие 1980-е

## Демографический налог
| 7-8 детей 6-7 детей 5-6 детей 4-5 детей | 3-4 детей 2-3 детей 1-2 детей 0-1 детей |

Карта медианного возраста (от и до) в разных странах по состоянию на 2018 год. Самое молодое население Земли в основном сосредоточенно в странах Африки к югу от Сахары.

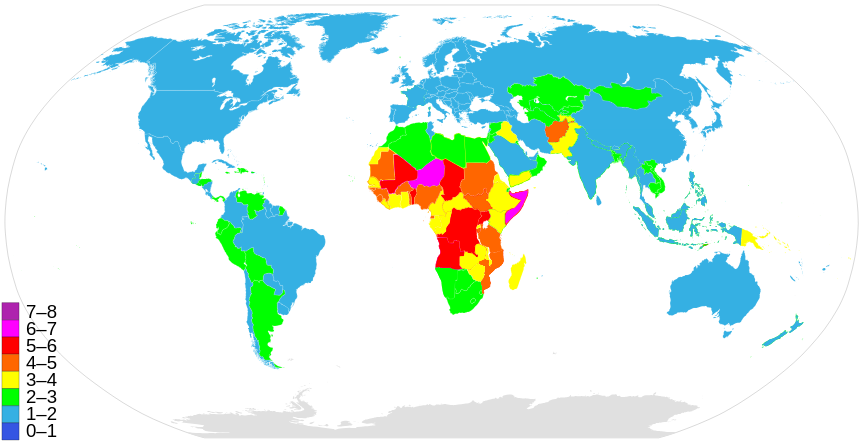
Карта стран мира по суммарному коэффициенту рождаемости по состоянию на 2020 год. Самый высокий на Земле суммарный коэффициент рождаемости наблюдается в основном в странах Африки к югу от Сахары.
7-8 детей
6-7 детей
5-6 детей
4-5 детей
3-4 детей
2-3 детей
1-2 детей
0-1 детей

Длительный период снижения рождаемости приводит затем к сокращению населения рабочих возрастов, тогда как число пожилых людей, то есть пенсионеров и соответственно иждивенцев, продолжает возрастать, что приводит страны мира к «демографическому налогу». При непропорционально большом количестве пожилых людей, полагающихся на младшее поколение, следующее за ними, демографический дивиденд неизбежно сокращается. С каждым поколением, рождающим все меньше детей, рост населения замедляется, останавливается, возникает депопуляция. Эту тенденцию можно рассматривать как «демографический налог» или «демографическое бремя». Данная тенденция старение населения происходящая практически во всех странах (за исключением стран Африки к югу от Сахары), как в развитых странах так и в развивающихся странах, является частью общемирового демографического тренда глобального старения населения Земли. Данная тенденция усугубляется тем фактом, что за сравнительно короткий по времени период послевоенного беби-бума, в мире родилась большая доля современного населения Земли, так как рождаемость у самих беби-бумеров и их потомков сильно снизилась, и основное население Земли беби-бумеры в период с 2010-х по 2030-е годы будет активно вступать в пенсионный возраст и выходить на пению, что в свою очередь будет оказывать колоссальное давление на пенсионную систему стран мира. Данная глобальная проблема пока не имеет решения.
Текущий коэффициент демографической нагрузки Китая на трудоспособное население 15-64 лет равен 38 (количество иждивенцев на 100 человек — дети до 14 лет и пожилые старше 65 лет), и он беспрецедентно низок. Это означает, что людей трудоспособного возраста более чем вдвое больше, чем детей и стариков. Этот исторически низкий коэффициент зависимости экономики от демографических показателей был чрезвычайно благоприятным для беспрецедентного периода экономического роста Китая. Этот позитивный сдвиг произошёл во многом благодаря демографической политике Китая «Одна семья — один ребёнок». В XXI веке население Китая быстро стареет беспрецедентными темпами, поэтому с 1 января 2016 года была отменена политика одного ребёнка и всем семьям разрешили иметь двух детей. В соответствии с прогнозами, к 2020 году Китай будет старше Соединённых Штатов, а к 2030 году старше Европы.

### На русском языке
- В.Е. Гимпельсон и Р.И. Капелюшников. Российский рынок труда через призму демографии. — М. : Издательский дом ВШЭ, 2020. — 436 с. — ISBN 978-5-7598-2167-0.

### На английском языке
- David Bloom, David Canning, Jaypee Sevilla: The Demographic Dividend: A New Perspective on the Economic Consequences of Population Change. (Population Matters Series). Rand Corporation, Santa Monica, California 2003, ISBN 0-8330-3373-5.
- Fang Cai: Beyond Demographic Dividends (Series on Chinese Economics Research). World Scientific, 2014, ISBN 978-981-4520-87-4.
- Chetan Agrawal: Demographic Dividend or Disaster: Indian Labour in the 21st Century. Lambert Academic Publishing, 2013, ISBN 978-3-8465-5905-5.
- Tran Kanh: Demographic Dividend and Its Economic Implications in Vietnam: Opportunities and Challenges. Lambert Academic Publishing, 2012, ISBN 978-3-659-21638-1.
- Neelanjana Pandey: Age Structural Transition and Economic Growth in India: Consequences on Demographic Dividend. VDM Verlag, 2010, ISBN 978-3-639-28362-4.